# Liste der Mitglieder des US-Repräsentantenhauses aus Arkansas

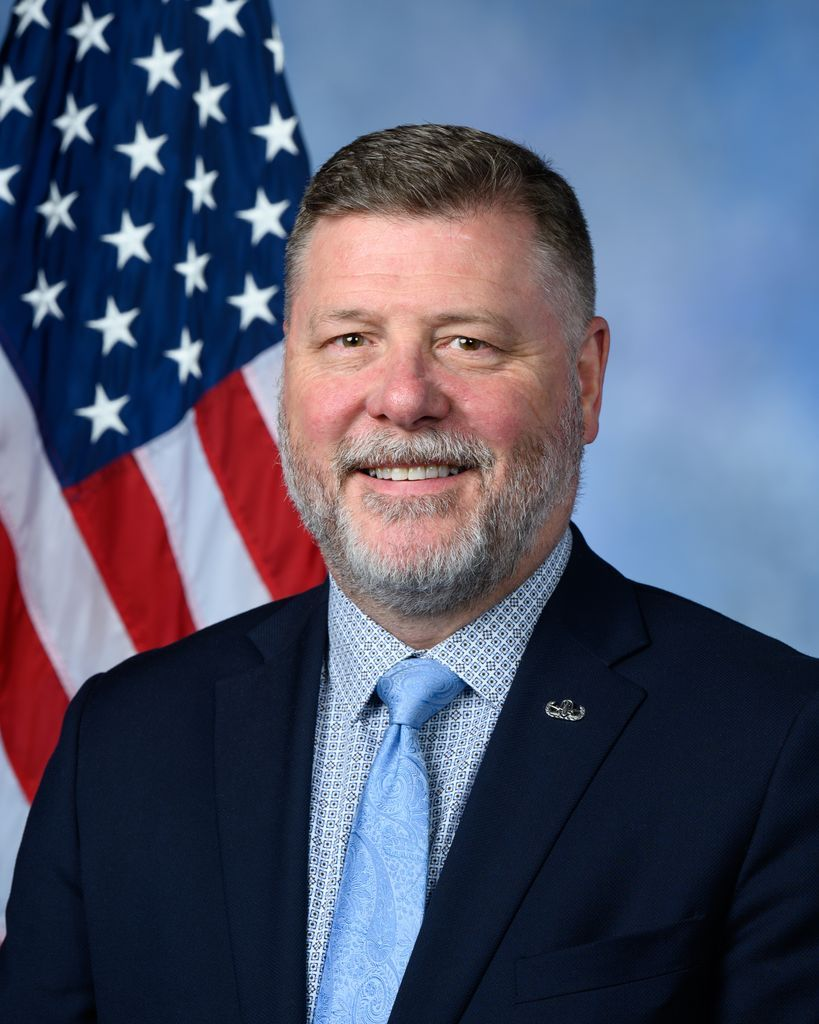
Rick Crawford, derzeitiger Vertreter des ersten Kongresswahlbezirks von Arkansas

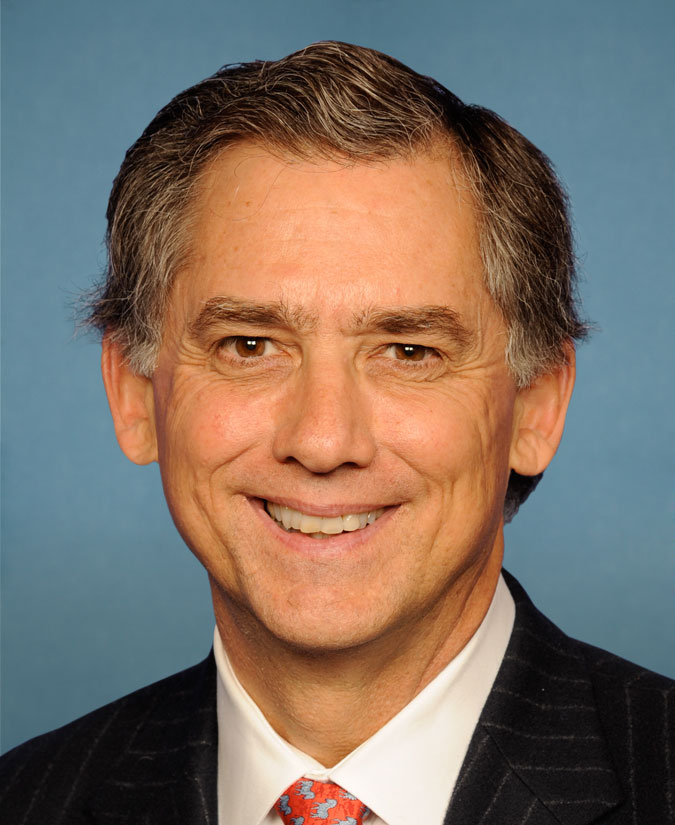
French Hill, derzeitiger Vertreter des zweiten Kongresswahlbezirks von Arkansas

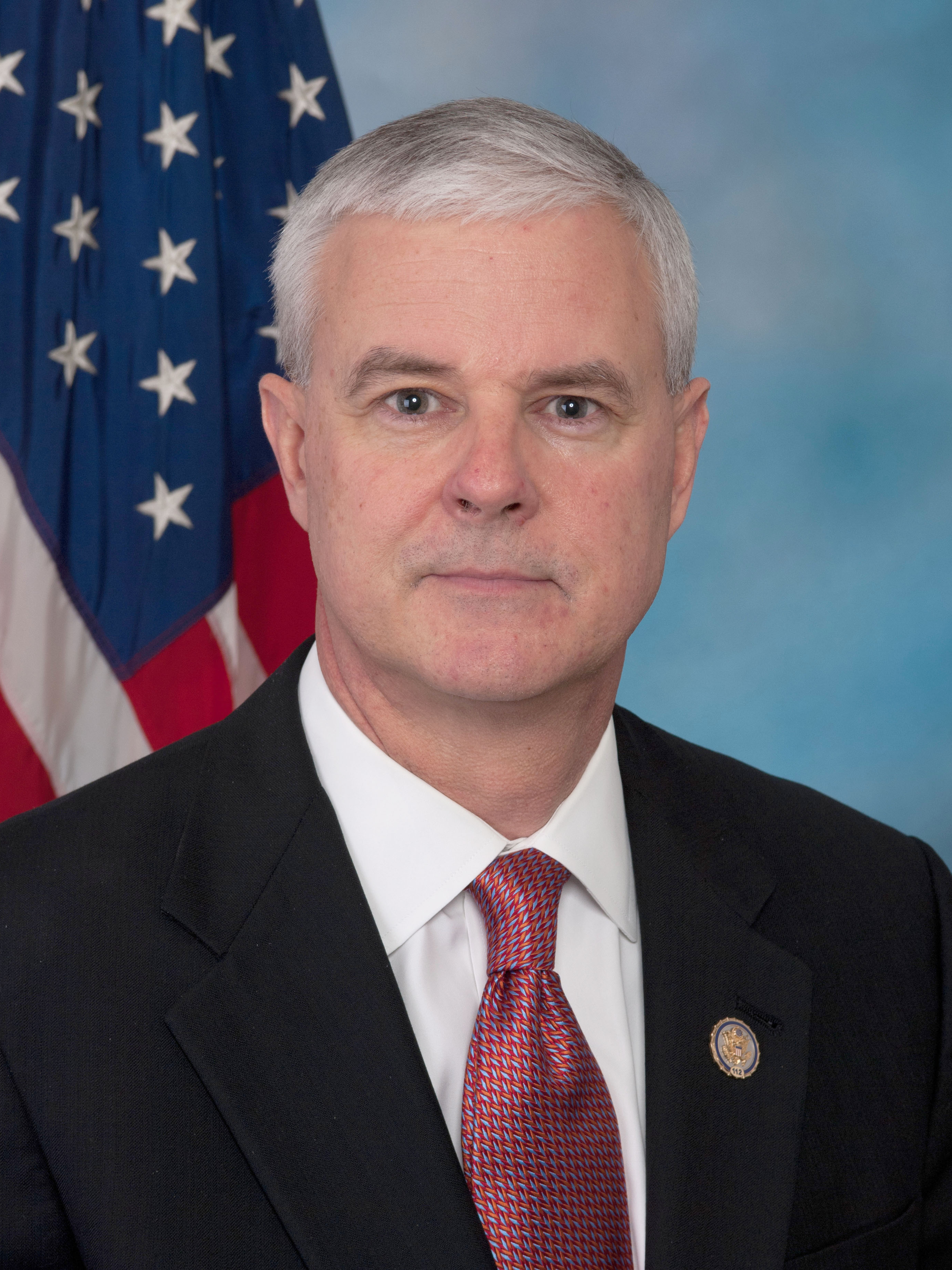
Steve Womack, derzeitiger Vertreter des dritten Kongresswahlbezirks von Arkansas

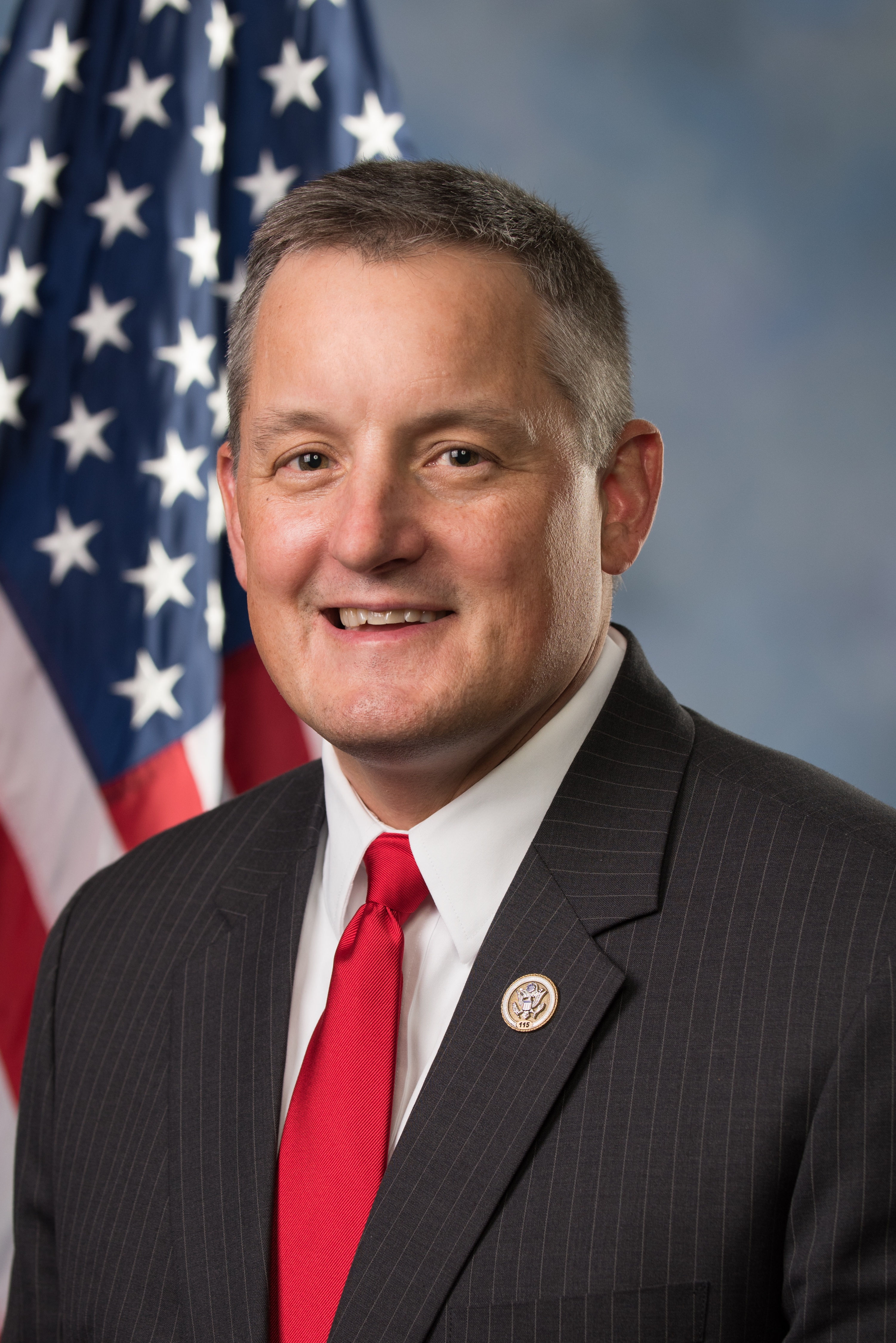
Bruce Westerman, derzeitiger Vertreter des vierten Kongresswahlbezirks von Arkansas

Diese Liste führt alle Politiker auf, die seit 1819 für das Arkansas-Territorium und später für den Bundesstaat Arkansas dem Repräsentantenhaus der Vereinigten Staaten angehört haben. Nachdem Arkansas anfangs nur einen Abgeordneten nach Washington entsandt hatte, stieg deren Zahl zeitweise bis auf sieben; seit 1963 stellt der Staat wiederum nur noch vier Abgeordnete. Die Wahl erfolgte in der Regel getrennt nach Kongresswahlbezirk; eine staatsweite Wahl („at large“) gab es lediglich 1873 für das vierte und 1883 für das fünfte Mandat. Von 1861 bis 1868 blieben die Sitze des Staates nach der Sezession Arkansas’ unbesetzt.

## Delegierte des Arkansas-Territoriums (1819–1836)
| Name                   | Amtszeit                            | Partei    |
| ---------------------- | ----------------------------------- | --------- |
| vakant                 | 14. Juli 1819 – 21. Dezember 1819   |           |
| James Woodson Bates    | 21. Dezember 1819 – 3. März 1823    | parteilos |
| Henry Wharton Conway   | 4. März 1823 – 9. November 1827     | parteilos |
| vakant                 | 9. November 1827 – 13. Februar 1828 |           |
| Ambrose Hundley Sevier | 13. Februar 1828 – 15. Juni 1836    | Demokrat  |

## 1. Sitz (seit 1836)
| Name                                | Amtszeit                         | Partei            |
| ----------------------------------- | -------------------------------- | ----------------- |
| Archibald Yell                      | 14. Dezember 1836 – 3. März 1839 | Demokrat          |
| Edward Cross                        | 4. März 1839 – 3. März 1845      | Demokrat          |
| Archibald Yell                      | 4. März 1845 – 1. Juli 1846      | Demokrat          |
| vakant                              | 1. Juli 1846 – 6. Februar 1847   |                   |
| Thomas Willoughby Newton            | 6. Februar 1847 – 3. März 1847   | Whig              |
| Robert Ward Johnson                 | 4. März 1847 – 3. März 1853      | Demokrat          |
| Alfred Burton Greenwood             | 4. März 1853 – 3. März 1859      | Demokrat          |
| Thomas Carmichael Hindman           | 4. März 1859 – 3. März 1861      | Demokrat          |
| vakant (Amerikanischer Bürgerkrieg) | 4. März 1861 – 22. Juni 1868     |                   |
| Logan Holt Roots                    | 22. Juni 1868 – 3. März 1871     | Republikaner      |
| James Millander Hanks               | 4. März 1871 – 3. März 1873      | Demokrat          |
| Asa Hodges                          | 4. März 1873 – 3. März 1875      | Republikaner      |
| Lucien Coatsworth Gause             | 4. März 1875 – 3. März 1879      | Demokrat          |
| Poindexter Dunn                     | 4. März 1879 – 3. März 1889      | Demokrat          |
| William Henderson Cate              | 4. März 1889 – 5. März 1890      | Demokrat          |
| Lewis Porter Featherstone           | 5. März 1890 – 3. März 1891      | Union Labor Party |
| William Henderson Cate              | 4. März 1891 – 3. März 1893      | Demokrat          |
| Philip Doddridge McCulloch          | 4. März 1893 – 3. März 1903      | Demokrat          |
| Robert Bruce Macon                  | 4. März 1903 – 3. März 1913      | Demokrat          |
| Thaddeus Horatius Caraway           | 4. März 1913 – 3. März 1921      | Demokrat          |
| William Joshua Driver               | 4. März 1921 – 3. Januar 1939    | Demokrat          |
| Ezekiel Candler Gathings            | 3. Januar 1939 – 3. Januar 1969  | Demokrat          |
| William Vollie Alexander            | 3. Januar 1969 – 3. Januar 1993  | Demokrat          |
| Blanche Lambert Lincoln             | 3. Januar 1993 – 3. Januar 1997  | Demokrat          |
| Robert Marion Berry                 | 3. Januar 1997 – 3. Januar 2011  | Demokrat          |
| Eric Alan Crawford                  | seit 3. Januar 2011              | Republikaner      |

## 2. Sitz (seit 1853)
| Name                                | Amtszeit                             | Partei       |
| ----------------------------------- | ------------------------------------ | ------------ |
| Edward Allen Warren                 | 3. März 1853 – 3. März 1855          | Demokrat     |
| Albert Rust                         | 4. März 1855 – 3. März 1857          | Demokrat     |
| Edward Allen Warren                 | 4. März 1857 – 3. März 1859          | Demokrat     |
| Albert Rust                         | 4. März 1859 – 3. März 1961          | Demokrat     |
| James M. Hinds                      | 24. Juni 1868 – 22. Oktober 1868     | Republikaner |
| vakant (Amerikanischer Bürgerkrieg) | 4. März 1861 – 22. Juni 1868         |              |
| James M. Hinds                      | 22. Juni 1868 – 22. Oktober 1868     | Republikaner |
| vakant                              | 22. Oktober 1868 – 13. Januar 1869   |              |
| James Thomas Elliott                | 13. Januar 1869 – 3. März 1869       | Republikaner |
| Anthony Astley Cooper Rogers        | 4. März 1869 – 3. März 1871          | Demokrat     |
| Oliver P. Snyder                    | 4. März 1871 – 3. März 1875          | Republikaner |
| William Ferguson Slemons            | 4. März 1875 – 3. März 1881          | Demokrat     |
| James Kimbrough Jones               | 4. März 1881 – 19. Februar 1885      | Demokrat     |
| vakant                              | 19. Februar 1885 – 4. März 1885      |              |
| Clifton Rodes Breckinridge          | 4. März 1885 – 5. September 1890     | Demokrat     |
| vakant                              | 5. September 1890 – 4. November 1890 |              |
| Clifton Rodes Breckinridge          | 4. November 1890 – 14. August 1894   | Demokrat     |
| vakant                              | 14. August 1894 – 3. Dezember 1894   |              |
| John Sebastian Little               | 3. Dezember 1894 – 3. März 1903      | Demokrat     |
| Stephen Brundidge                   | 4. März 1903 – 3. März 1909          | Demokrat     |
| William Allan Oldfield              | 4. März 1909 – 19. November 1928     | Demokrat     |
| vakant                              | 19. November 1928 – 9. Januar 1929   |              |
| Pearl Peden Oldfield                | 9. Januar 1929 – 3. März 1931        | Demokrat     |
| John Elvis Miller                   | 4. März 1931 – 14. November 1937     | Demokrat     |
| vakant                              | 14. November 1937 – 3. Januar 1939   |              |
| Wilbur Daigh Mills                  | 3. Januar 1939 – 3. Januar 1977      | Demokrat     |
| Jim Guy Tucker                      | 3. Januar 1977 – 3. Januar 1979      | Demokrat     |
| Edwin Ruthvin Bethune               | 3. Januar 1979 – 3. März 1985        | Republikaner |
| Tommy Franklin Robinson             | 3. Januar 1985 – 3. Januar 1991      | Demokrat     |
| Raymond Hoyt Thornton               | 3. Januar 1991 – 1. Januar 1997      | Demokrat     |
| vakant                              | 1. Januar 1997 – 3. Januar 1997      |              |
| Victor Frederick Snyder             | 3. Januar 1997 – 3. Januar 2011      | Demokrat     |
| John Timothy Griffin                | 3. Januar 2011 – 3. Januar 2015      | Republikaner |
| James French Hill                   | seit 3. Januar 2015                  | Republikaner |

## 3. Sitz (seit 1868)
| Name                                | Amtszeit                           | Partei              |
| ----------------------------------- | ---------------------------------- | ------------------- |
| vakant (Amerikanischer Bürgerkrieg) | 4. März 1863 – 22. Juni 1868       |                     |
| Thomas Boles                        | 22. Juni 1868 – 3. März 1871       | Republikaner        |
| John Edwards                        | 4. März 1871 – 9. Februar 1872     | Liberalrepublikaner |
| Thomas Boles                        | 9. Februar 1872 – 3. März 1873     | Republikaner        |
| William Wallace Wilshire            | 4. März 1873 – 16. Juni 1874       | Republikaner        |
| Thomas Montague Gunter              | 16. Juni 1874 – 3. März 1885       | Demokrat            |
| William Wallace Wilshire            | 4. März 1875 – 3. März 1877        | Demokrat            |
| Jordan Edgar Cravens                | 4. März 1877 – 3. März 1883        | Demokrat            |
| John Henry Rogers                   | 4. März 1883 – 3. März 1885        | Demokrat            |
| vakant                              | 3. März 1885 – 7. Dezember 1885    |                     |
| Thomas Chipman McRae                | 7. Dezember 1885 – 3. März 1903    | Demokrat            |
| Hugh Anderson Dinsmore              | 4. März 1903 – 3. März 1905        | Demokrat            |
| John Charles Floyd                  | 4. März 1905 – 3. März 1915        | Demokrat            |
| John Newton Tillman                 | 4. März 1915 – 3. März 1929        | Demokrat            |
| Claude Albert Fuller                | 4. März 1929 – 3. Januar 1939      | Demokrat            |
| Clyde Taylor Ellis                  | 3. Januar 1939 – 3. Januar 1943    | Demokrat            |
| James William Fulbright             | 3. Januar 1943 – 3. Januar 1945    | Demokrat            |
| James William Trimble               | 3. Januar 1945 – 3. Januar 1967    | Demokrat            |
| John Paul Hammerschmidt             | 3. Januar 1967 – 3. Januar 1993    | Republikaner        |
| Young Timothy Hutchinson            | 3. Januar 1993 – 2. Januar 1997    | Republikaner        |
| vakant                              | 2. Januar 1997 – 3. Januar 1997    |                     |
| William Asa Hutchinson              | 3. Januar 1997 – 6. August 2001    | Republikaner        |
| vakant                              | 6. August 2001 – 20. November 2001 |                     |
| John Nichols Boozman                | 20. November 2001 – 3. Januar 2011 | Republikaner        |
| Stephen Allen Womack                | seit 3. Januar 2011                | Republikaner        |

## 4. Sitz (seit 1873)
| Name                   | Amtszeit                             | Partei              |
| ---------------------- | ------------------------------------ | ------------------- |
| William Joseph Hynes   | 4. März 1873 – 3. März 1875          | Liberalrepublikaner |
| Thomas Montague Gunter | 4. März 1875 – 3. März 1883          | Demokrat            |
| Samuel West Peel       | 4. März 1883 – 3. März 1885          | Demokrat            |
| John Henry Rogers      | 4. März 1885 – 3. März 1891          | Demokrat            |
| William Leake Terry    | 4. März 1891 – 3. März 1901          | Demokrat            |
| Charles Chester Reid   | 4. März 1901 – 3. März 1903          | Demokrat            |
| John Sebastian Little  | 4. März 1903 – 14. Januar 1907       | Demokrat            |
| vakant                 | 14. Januar 1907 – 3. März 1907       |                     |
| William Ben Cravens    | 4. März 1907 – 3. März 1913          | Demokrat            |
| Otis Theodore Wingo    | 4. März 1913 – 21. Oktober 1930      | Demokrat            |
| vakant                 | 21. Oktober 1930 – 4. November 1930  |                     |
| Effiegene Locke Wingo  | 4. November 1930 – 3. März 1933      | Demokrat            |
| William Ben Cravens    | 4. März 1933 – 13. Januar 1939       | Demokrat            |
| vakant                 | 13. Januar 1939 – 12. September 1939 |                     |
| William Fadjo Cravens  | 12. September 1939 – 3. Januar 1949  | Demokrat            |
| Boyd Anderson Tackett  | 3. Januar 1949 – 3. Januar 1953      | Demokrat            |
| Oren Harris            | 3. Januar 1953 – 2. Februar 1966     | Demokrat            |
| vakant                 | 2. Februar 1966 – 8. November 1966   |                     |
| David Hampton Pryor    | 8. November 1966 – 3. Januar 1973    | Demokrat            |
| Raymond Hoyt Thornton  | 3. Januar 1973 – 3. Januar 1979      | Demokrat            |
| Beryl Franklin Anthony | 3. Januar 1979 – 3. Januar 1993      | Demokrat            |
| Jay Woodson Dickey     | 3. Januar 1993 – 3. Januar 2001      | Republikaner        |
| Michael Avery Ross     | 3. Januar 2001 – 3. Januar 2013      | Demokrat            |
| Thomas Bryant Cotton   | 3. Januar 2013 – 3. Januar 2015      | Republikaner        |
| Bruce Eugene Westerman | seit 3. Januar 2015                  | Republikaner        |

## 5. Sitz (1883–1963)
| Name                       | Amtszeit                           | Partei   |
| -------------------------- | ---------------------------------- | -------- |
| Clifton Rodes Breckinridge | 4. März 1883 – 3. März 1885        | Demokrat |
| Samuel West Peel           | 4. März 1885 – 3. März 1893        | Demokrat |
| Hugh Anderson Dinsmore     | 4. März 1893 – 3. März 1903        | Demokrat |
| Charles Chester Reid       | 4. März 1903 – 3. März 1911        | Demokrat |
| Henderson Madison Jacoway  | 4. März 1911 – 3. März 1923        | Demokrat |
| Heartsill Ragon            | 4. März 1923 – 16. Juni 1933       | Demokrat |
| vakant                     | 16. Juni 1933 – 19. Dezember 1933  |          |
| David Dickson Terry        | 19. Dezember 1933 – 3. Januar 1943 | Demokrat |
| Lawrence Brooks Hays       | 3. Januar 1943 – 3. Januar 1959    | Demokrat |
| Thomas Dale Alford         | 3. Januar 1959 – 3. Januar 1963    | Demokrat |

## 6. Sitz (1893–1963)
| Name                     | Amtszeit                              | Partei   |
| ------------------------ | ------------------------------------- | -------- |
| Robert Neill             | 4. März 1893 – 3. März 1897           | Demokrat |
| Stephen Brundidge        | 4. März 1897 – 3. März 1903           | Demokrat |
| Joseph Taylor Robinson   | 4. März 1903 – 14. Januar 1913        | Demokrat |
| vakant                   | 14. Januar 1913 – 15. Januar 1913     |          |
| Samuel Mitchell Taylor   | 15. Januar 1913 – 13. September 1921  | Demokrat |
| vakant                   | 13. September 1921 – 25. Oktober 1921 |          |
| Chester William Taylor   | 25. Oktober 1921 – 3. März 1923       | Demokrat |
| Lewis Ernest Sawyer      | 4. März 1923 – 5. Mai 1923            | Demokrat |
| vakant                   | 5. Mai 1923 – 6. Oktober 1923         |          |
| James Byron Reed         | 6. Oktober 1923 – 3. März 1929        | Demokrat |
| David Delano Glover      | 4. März 1929 – 3. Januar 1935         | Demokrat |
| John Little McClellan    | 3. Januar 1935 – 3. Januar 1939       | Demokrat |
| William Frank Norrell    | 3. Januar 1939 – 15. Februar 1961     | Demokrat |
| vakant                   | 15. Februar 1961 – 18. April 1961     |          |
| Catherine Dorris Norrell | 18. April 1961 – 3. Januar 1963       | Demokrat |

## 7. Sitz (1903–1953)
| Name                    | Amtszeit                        | Partei   |
| ----------------------- | ------------------------------- | -------- |
| Robert Minor Wallace    | 4. März 1903 – 3. März 1911     | Demokrat |
| William Shields Goodwin | 4. März 1911 – 3. März 1921     | Demokrat |
| Tilman Bacon Parks      | 4. März 1921 – 3. Januar 1937   | Demokrat |
| Wade Hampton Kitchens   | 3. Januar 1937 – 3. Januar 1941 | Demokrat |
| Oren Harris             | 3. Januar 1941 – 3. Januar 1953 | Demokrat |